# Calocedrus
Calocedrus (designações vernáculas: cedro-do-incenso e cipreste) é um género de coníferas pertencente à família Cupressaceae. É um género relacionado com o género Thuja, pelas suas folhas escamiformes sobrepostas.

## Espécies
- Calocedrus decurrens - cedro-do-incenso-da-califórnia ou cedro-vermelho-do-óregão
- Calocedrus formosana - cedro-do-incenso-de-taiwan
- Calocedrus macrolepis - cedro-do-incenso-chinês